# Duhla
Duhla (albanisch auch Duhël, serbisch Дуље Dulje) ist ein Dorf in der Gemeinde Suhareka im südlichen Kosovo. Es liegt im südlichen Hügelland des Carraleva, der das Amselfeld von Metochien teilt. Duhla liegt zwischen 700 und 730 Metern Höhe über Meer, rund sieben Kilometer nordöstlich des Gemeindehauptorts Suhareka gelegen (Luftlinie).

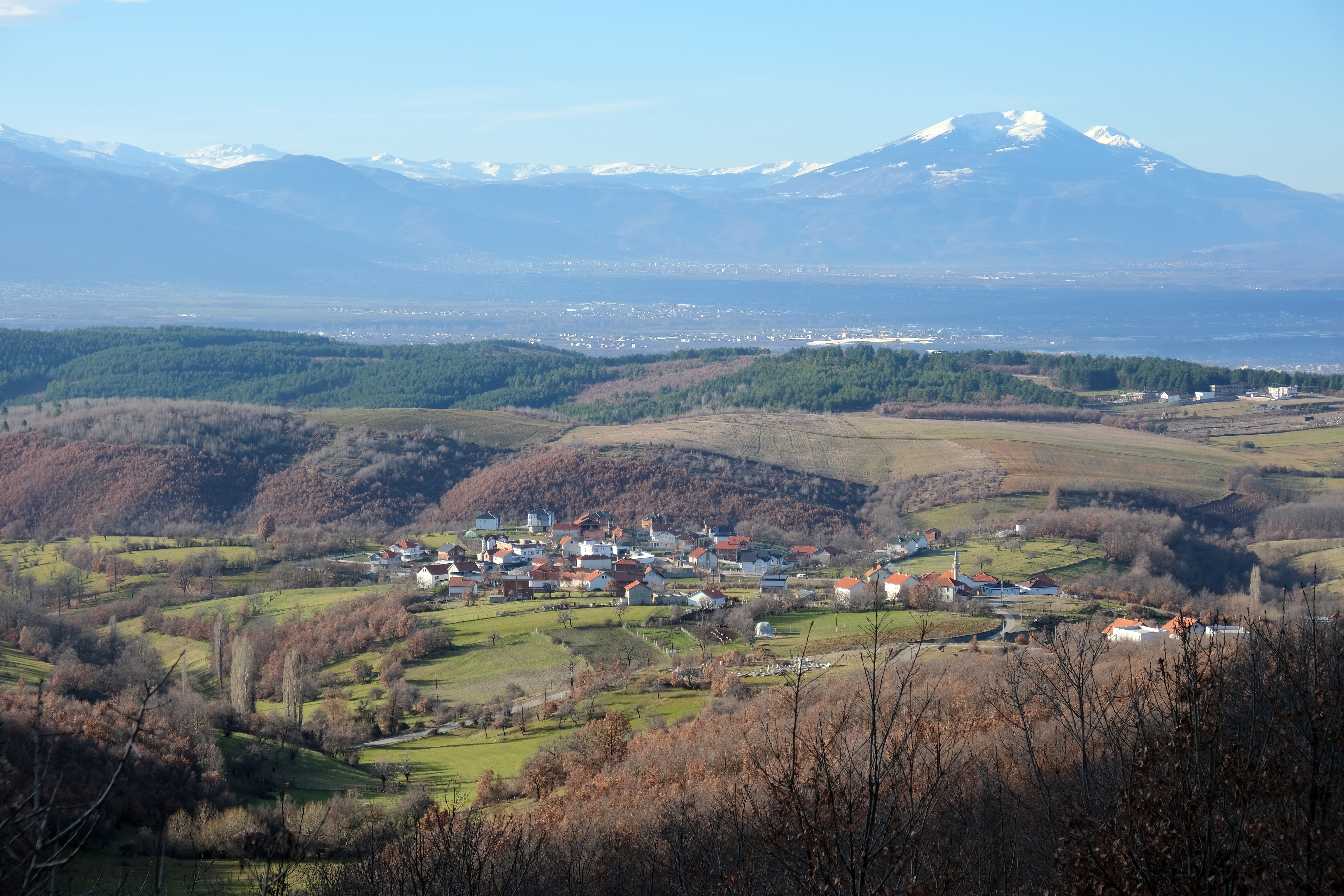
Duhla

Nördlich des Dorfes liegt der Dulje-Pass. Die M-25, einst eine wichtige Verbindung über den Pass, führt um das Dorf. Die Ausfahrt Duhla der Autostrada R 7 liegt etwas weiter nordwestlich.
Die Volkszählung von 2011 ermittelte für Duhla eine Einwohnerzahl von 1688 Personen.
Davon bezeichneten sich 1684 (99,76 %) als Albaner.
| Volkszählung | 1919 | 1948 | 1953 | 1961 | 1971 | 1981 | 1991 | 2011 |
| ------------ | ---- | ---- | ---- | ---- | ---- | ---- | ---- | ---- |
| Einwohner    | 304  | 564  | 649  | 722  | 881  | 1233 | 1399 | 1688 |